# Dichopsammia granulosa
Espèce
Synonymes
- Schizopsammia songae Cairns, 1994[1]

Statut CITES
Dichopsammia granulosa est une espèce de coraux appartenant à la famille des Dendrophylliidae.